# Николай Данилевски
Никола̀й Я̀ковлевич Данилѐвски (на руски: Никола́й Я́ковлевич Даниле́вский) е руски социолог, културолог, публицист, естествоизпитател, геополитик, и един от основателите на цивилизационния подход към историята. Николай Данилевски е идеолог на славянофилството, като огромно значение за формиране на възгледите му изиграва историята на руската държава на Николай Карамзин.
Основната идея на Данилевски се състои в критика на човешката цивилизация. Данилевски разработва една теоретична концепция на културно-историческия тип, състоящ се от четири стълба: религия, култура (изкуство, наука, технология), политика, социално-икономическа среда. На културно-историческия тип и цивилизация противостои етнографският материал според Данилевски.
Данилевски произхожда от семейство на заслужил генерал. На младини е арестуван за участие в кръжока на М. В. Петрашевски, но за разлика от Достоевски и други бунтари, не е изкарван на Семьоновския плац в Санкт Петербург на 22 декември 1849 г. за изпълнение на екзекуция (това се оказва само „един императорски театър“ и блудните синове на Матушка Рус са помилвани, а смъртните им присъди заменени с различни срокове каторга), а е освободен от затвора след 100 дни арест в Петропавловската крепост, след като представя оправдателна записка.
Въпреки оправдателната присъда Данилевски е осъден на изгонване от Санкт Петербург и е принуден да се засели във Вологодска, а след това в Самарска губерния. През 1853 за известно време се включва в експедицията на академик Карл Ернст фон Баер като изследва риболовството по река Волга и Каспийско море. През септември 1855 г. отново се включва в експедицията на Баер, като заедно с Пьотър Семьонов-Тяншански изследва северния бряг на Каспийско море между Гурев (Атирау) и устието на река Емба.
Основният и същевременно фундаментален труд на Данилевски е „Русия и Европа“ (на руски: Россия и Европа). Още с първото си издание от 1871 година, „Русия и Европа“ предизвиква широк обществен отглас и дебат сред руското общество. Друг известен труд на Данилевски е „Дарвинизъм“. За разлика от други автори, Данилевски не е отличаван с академични звания или награди, но за сметка на това идеите му оказват огромно въздействие върху развитието на антропологията и геополитиката като науки.